# РТВ Маглај
РТВ Маглај или телевизија Маглај је босански локални комерцијални телевизијски канал са седиштем у Маглају. Програм се приказује на бошњачком језику 20 часа дневно. Локална радио станица Радио Маглај је такође део ове компаније.